# Eicochrysops hippocrates
Eicochrysops hippocrates is een vlinder uit de familie van de Lycaenidae. De wetenschappelijke naam van de soort is voor het eerst gepubliceerd in 1793 door Johann Christian Fabricius. 

## Verspreiding
De soort komt voor in Afrika ten zuiden van de Sahara, waaronder Senegal, Gambia, Guinee-Bissau, Guinee, Sierra Leone, Liberia, Ivoorkust, Ghana, Togo, Benin, Nigeria, Kameroen, Gabon, Angola, Congo Kinshasa, Oeganda, Kenia, Tanzania, Zambia, Mozambique, Zimbabwe, Botswana, Namibië, Zuid-Afrika, Swaziland en Madagaskar. 

## Waardplanten
De rupsen leven op Alchornea cordifolia, Persicaria setosula, Polygonum en Rumex.